# Slatina (miasto Jagodina)
Slatina (cyr. Слатина) – wieś w Serbii, w okręgu pomorawskim, w mieście Jagodina. W 2011 roku liczyła 167 mieszkańców.